# Gene Bess
Gene Bess (Oak Ridge, 3 marzo 1935) è un allenatore di pallacanestro statunitense.
Nel 2023 è stato inserito fra i membri del Naismith Memorial Basketball Hall of Fame.

## Biografia
Ha allenato a livello di high school dal 1957 al 1969 le squadre di Lesterville High School, Anniston High School e Oran High School. Nella stagione 1970-1971 è stato vice allenatore del Three Rivers Community College di Poplar Bluff in National Junior College Athletic Association (NJCAA), squadra della quale è stato allenatore per 50 anni dal 1971 al 2020 e con la quale ha collezionato 1300 successi e 416 sconfitte, divenendo l'allenatore più vincente a livello di college.